# Stutsman County
Stutsman County ist ein County im Bundesstaat North Dakota der Vereinigten Staaten. Der Verwaltungssitz (County Seat) ist Jamestown.

## Geographie
Das County liegt im mittleren Südosten von North Dakota und hat eine Fläche von 5952 Quadratkilometern, wovon 199 Quadratkilometer Wasserfläche sind. Es grenzt im Uhrzeigersinn an folgende Countys: Foster County, Griggs County, Barnes County, LaMoure County, Logan County, Kidder County und Wells County.

## Geschichte
Stutsman County wurde am 4. Januar 1873 gebildet und am 20. Juni des gleichen Jahres abschließend organisiert. Benannt wurde es nach Enos Stutsman, einem Mitglied der gesetzgebenden Versammlung des Dakota-Territoriums.
Elf Bauwerke und Stätten des Countys sind im National Register of Historic Places eingetragen (Stand 2. April 2018).

## Demografische Daten

Alterspyramide des Stutsman County

Nach der Volkszählung im Jahr 2000 lebten im Stutsman County 21.908 Menschen in 8.954 Haushalten und 5.649 Familien. Die Bevölkerungsdichte betrug 4 Einwohner pro Quadratkilometer. Ethnisch betrachtet setzte sich die Bevölkerung zusammen aus 97,53 Prozent Weißen, 0,28 Prozent Afroamerikanern, 0,94 Prozent amerikanischen Ureinwohnern, 0,37 Prozent Asiaten, 0,04 Prozent Bewohnern aus dem pazifischen Inselraum und 0,21 Prozent aus anderen ethnischen Gruppen; 0,64 Prozent stammten von zwei oder mehr Ethnien ab. 0,93 Prozent der Bevölkerung waren spanischer oder lateinamerikanischer Abstammung.
Von den 8.954 Haushalten hatten 28,8 Prozent Kinder und Jugendliche unter 18 Jahre, die bei ihnen lebten. 52,5 Prozent waren verheiratete, zusammenlebende Paare, 7,5 Prozent waren allein erziehende Mütter, 36,9 Prozent waren keine Familien, 32,7 Prozent waren Singlehaushalte und in 14,6 Prozent lebten Menschen im Alter von 65 Jahren oder darüber. Die Durchschnittshaushaltsgröße betrug 2,28 und die durchschnittliche Familiengröße lag bei 2,89 Personen.
Auf das gesamte County bezogen setzte sich die Bevölkerung zusammen aus 22,8 Prozent Einwohnern unter 18 Jahren, 10,5 Prozent zwischen 18 und 24 Jahren, 25,7 Prozent zwischen 25 und 44 Jahren, 23,3 Prozent zwischen 45 und 64 Jahren und 17,6 Prozent waren 65 Jahre alt oder darüber. Das Durchschnittsalter betrug 40 Jahre. Auf 100 weibliche Personen kamen 96,5 männliche Personen. Auf 100 Frauen im Alter von 18 Jahren oder darüber kamen statistisch 93,2 Männer.
Das jährliche Durchschnittseinkommen eines Haushalts betrug 33.848 USD, das Durchschnittseinkommen der Familien betrug 42.853 USD. Männer hatten ein Durchschnittseinkommen von 28.529 USD, Frauen 20.397 USD. Das Prokopfeinkommen betrug 17.706 USD. 6,8 Prozent der Familien und 10,4 Prozent Familien lebten unterhalb der Armutsgrenze. Davon waren 13,0 Prozent Kinder oder Jugendliche unter 18 Jahre und 10,5 Prozent waren Menschen über 65 Jahre.

## Städte und Gemeinden
- Buchanan
- Cleveland
- Courtenay
- Jamestown
- Kensal
- Medina
- Montpelier
- Pingree
- Spiritwood
- Spiritwood Lake
- Streeter
- Woodworth
- Ypsilanti